# Arboretum Heppenheim an der Bergstraße

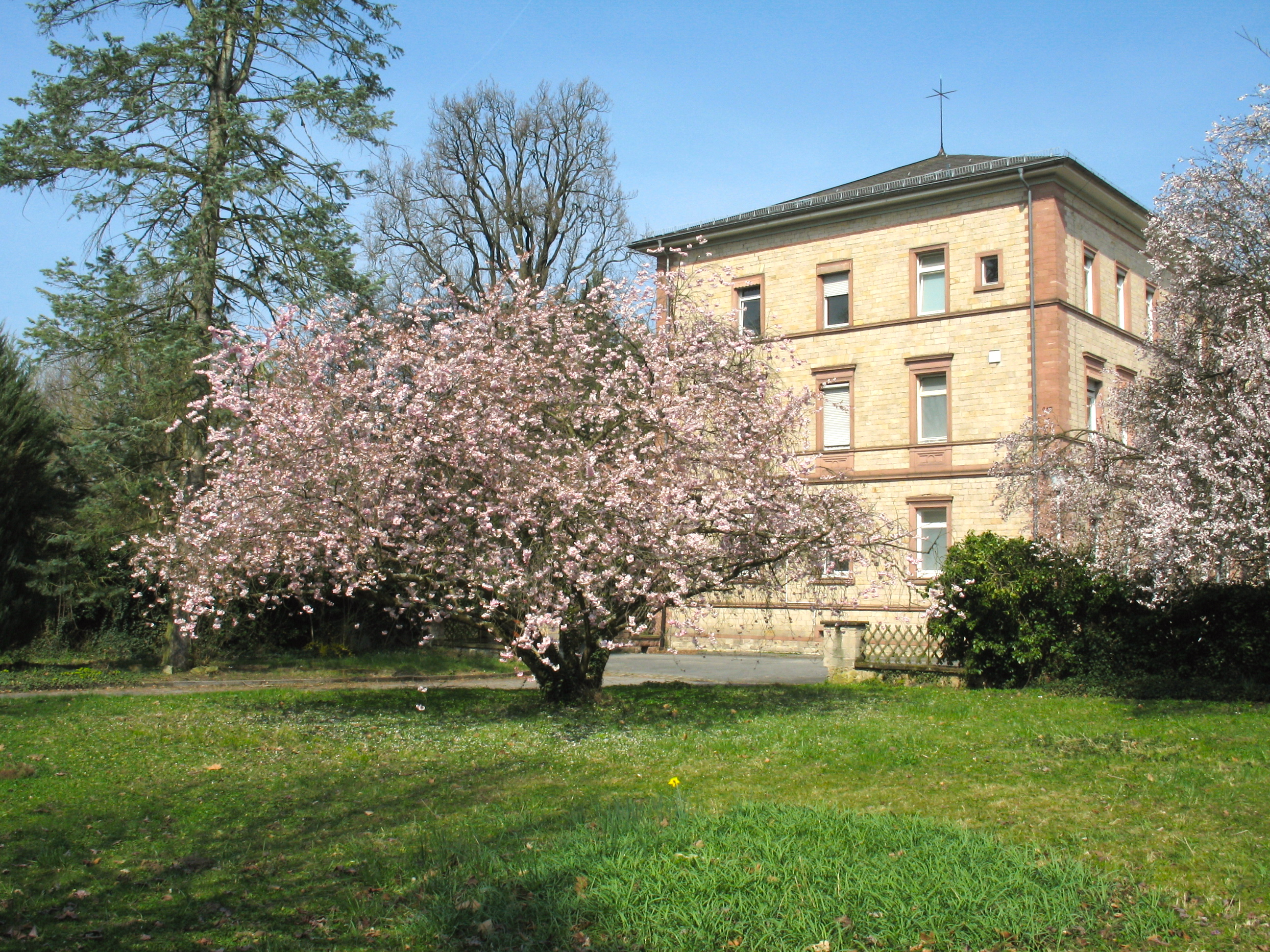
Ansicht des südwestlichen Parkabschnitts mit blühendem Japanischen Kirschbaum.

Das Arboretum Heppenheim an der Bergstraße ist ein rund 5,4 Hektar großer Park am südlichen Stadtrand von Heppenheim im Bundesland Hessen. Er umschließt die Bauten der ehemaligen Landesirrenanstalt Heppenheim, die seit 2015 zur Wohnanlage The Bergstraße Sports & Country Club umgebaut werden. Park und Gebäude wurden 1861 bis 1865 angelegt und bilden eine unter Denkmalschutz stehende Gesamtanlage. Das Arboretum umfasst über 200 Bäume, darunter zahlreiche Vertreter exotischer Arten. Wegen des milden Klimas und der nährstoffreichen Böden an der Bergstraße weisen die Bäume Höhen von rund 20 Metern und Kronendurchmesser von bis zu 30 Metern auf.

## Geschichte
Das Arboretum entstand 1861 bis 1865 als Garten der Landesirrenanstalt Heppenheim, der späteren Vitos-Klinik. Die Planer und Gartenbauer sind bislang unbekannt. Vermutlich fertigten die leitenden Entwerfer der Klinikgebäude, der Psychiater Georg Ludwig und der Architekt Christian Friedrich Stockhausen, einen Generalplan, den Gärtner aus Heppenheim und Umgebung umsetzten.

### Das Arboretum als Therapieraum

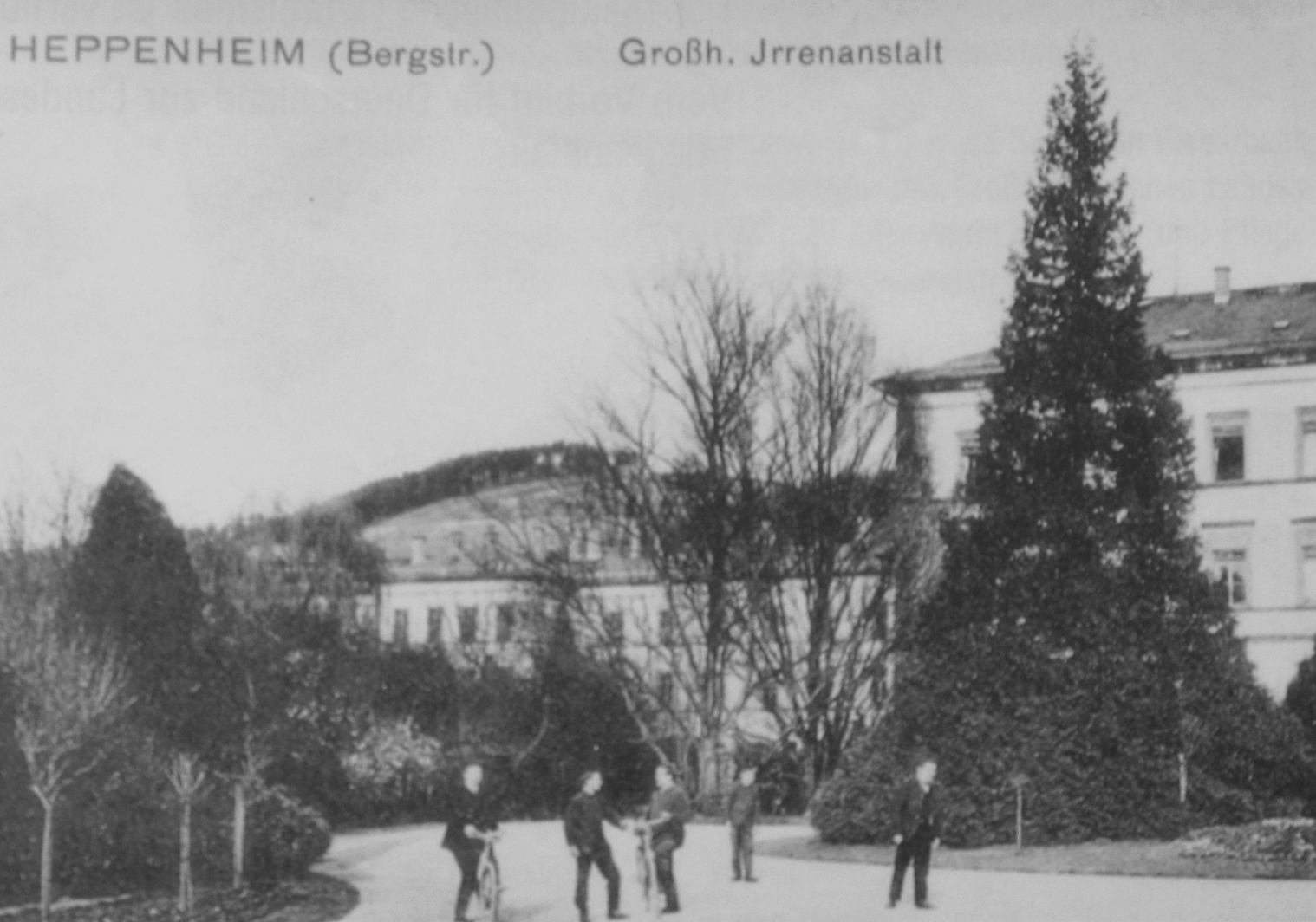
Der westliche Teil des Arboretums mit Blick nach Nordosten, um 1910. Der Lebensbaum rechts ist heute als Naturdenkmal geschützt.

Das Arboretum und seine Gestaltung waren Bestandteil des Behandlungskonzepts, das Georg Ludwig für die Anstalt ausgearbeitet hatte. Es fußte auf John Conollys No-restraint-Konzept und auf Ferdinand von Ritgens Theorie, dass seelische Erkrankungen durch Ruhe und Entspannung für das Gehirn gelindert werden können. Dementsprechend sollte das Arboretum den Patienten Erholung in der Natur gewähren, ohne dass diese das Gelände der Anstalt verlassen mussten.
Im Westen des Klinikgrundstücks wurde ein Gemeinschaftsgarten angelegt. Der von hohen Mauern eingefasste Bereich am öffentlichen Zufahrtsweg teilte diesen Gartenabschnitt in zwei Teile – den Nordteil für die männlichen, den Südteil für die weiblichen Insassen. Hier konnten sich die Patienten der Gartenarbeit widmen. Diese war anfangs allerdings nicht Teil einer Arbeitstherapie; sie sollte lediglich dazu dienen, den Insassen Bewegung an der frischen Luft zu ermöglichen. Den Patienten standen außerdem ein Boule-Platz und eine überdachte Kegelbahn mit beheizbarer Stube zur Verfügung, die noch heute erhalten ist. Im Osten der Klinikgebäude ließ Georg Ludwig eine Reihe kleiner „Erholungsgärten“ anlegen. In der Art von Giardini segreti waren sie durch Mauern eingefasst und von zumeist symmetrisch angelegten Wegen durchzogen. In ihnen konnten Patienten mit akuten Beschwerden nach Krankheitsbild und Geschlecht getrennt Zeit im Freien verbringen. Die Mauern und die überschaubare Größe der Gärten boten den Insassen Ruhe und Abgeschiedenheit und gewährleisteten, dass das Klinikpersonal die Patienten während ihres Aufenthaltes im Auge behalten konnte.

### Ort der Arbeitstherapie und Öffnung der Mauern
Unter Direktor Heinrich Adolf Dannemann hielt in den 1920er Jahren der arbeitstherapeutische Ansatz Einzug in der Heppenheimer Klinik. Der Garten, der anfangs vor allem zur Erholung diente, wurde dazu teilweise in Flächen für Gartenbau und Viehwirtschaft umgewandelt. Unter anderem entstanden ein Schweine- und Hühnerstall und eine Viehwaage. Nach dem Zweiten Weltkrieg wurden im Ostteil des Klinikgrundstücks mehrere Neubauten errichtet. Die nicht mehr genutzten Erholungsgärten ersetzte man durch Rasenflächen. Einige der zwischen 1861 und 1866 gepflanzten Parkbäume blieben aber erhalten. In den 1970er bzw. 1980er Jahren wurden die Mauern um die Klinik geöffnet. Das Gelände des Arboretums ist seitdem auch für Besucher zugänglich.

### Zukunft des Parks
2014 verkaufte die Vitos GmbH das Gelände der Klinik an das durch Erik Roßnagel vertretene Immobilienunternehmen Terraplan aus Nürnberg, das auf die Sanierung und Umnutzung von Denkmalen spezialisiert ist. Der neue Eigentümer plant, die unter Denkmalschutz stehenden Bauten der Klinik zu sanieren und ab 2015 in Eigentumswohnungen unter dem Namen The Bergstraße Sports & Country Club umzuwandeln. Das sie umgebende Arboretum wird nach Entwurf des Büros für Gartenplanung Oehm & Herlan aus Nürnberg ebenfalls denkmalgerecht instand gesetzt.

## Anlage und Baumarten

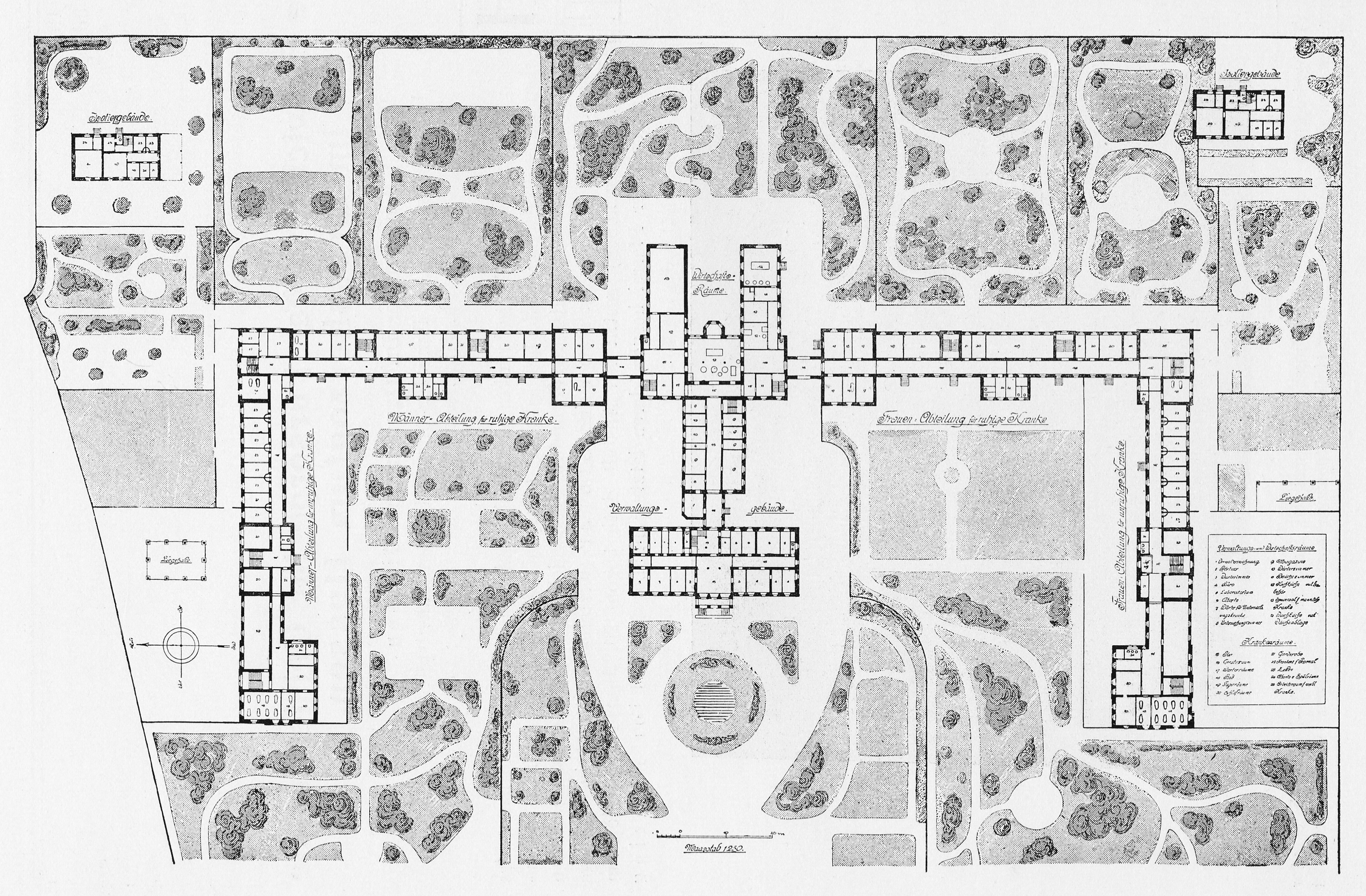
Gesamtplan der Landesirrenanstalt, 1892/1910. Gut zu erkennen sind die Erholungsgärten (oben) und die Gemeinschaftsgärten (unten) mit Wegenetz und einzelnen Baumpflanzungen.

### Teil der Natur- und Kulturlandschaft
Bei ihrer Eröffnung im Januar 1866 lagen Park und Klinik über einen Kilometer südlich der damaligen Bebauung Heppenheims. Die abgeschiedene Lage sollte dafür sorgen, dass die Patienten die Ruhe fanden, die sie für ihre Genesung brauchten. Nach dem Vorbild der Anstalt Illenau betteten die Planer den Park in die umgebende Natur- und Kulturlandschaft ein: Im Norden bildete der aus dem Odenwald herabfließende Erbach die natürliche Grenze; im Osten schützte der bewaldete Essigkamm die Anlage vor Wind und Wetter; im Süden und Westen schlossen sich die Weingärten und Streuobstwiesen der Oberrheinischen Tiefebene an. Da das Klinikgelände im Osten und Süden bis heute weitgehend freisteht, lässt sich der Eindruck von einst hier noch gut nachvollziehen.

### Verbindung von formalem und Landschaftsgarten
In der ursprünglichen Anlage des Gartens mischten sich Merkmale des formalen und des Landschaftsgartens. Die Erholungsgärten im Osten waren in Kompartimente geteilt und mit einem symmetrischen Wegenetz versehen. Die Gemeinschaftsgärten im Westen dagegen waren von geschlängelten Wegen durchzogen, die Bäume, Büsche, Blumenbeete, Spiel- und Nutzflächen darin frei angeordnet.
Im Rahmen der Restaurierung ab 2015 sollen Wegenetz und Bepflanzung des teilweise verwilderten Gartens wieder dem ursprünglichen Zustand angenähert werden. Einige spätere Pflanzungen, die inzwischen abgestorben sind, werden durch neue Baumarten ersetzt und so die Idee des Arboretums als Sammlung exotischer Bäume weitergeführt. Das Arboretum soll auch künftig der Allgemeinheit offenstehen. Ein Informationssystem mit Beschilderung einzelner Bäume ist bereits vorhanden. Anfang 2015 erschien zudem ein Buch, das künftigen Besuchern Geschichte und botanische Besonderheiten des Arboretums erläutert.

### Baumarten im Arboretum
Das Arboretum Heppenheim an der Bergstraße umfasst rund 200 Einzelbäume (Stand 2014). Die meisten von ihnen sind Laubbäume. Dies hängt mit der um 1860 in Psychiatrie und Gartenkunst gültigen Lehrmeinung zusammen, dass Nadelhölzer wegen ihrer meist dunklen Färbung bei den Patienten Melancholie oder gar Depressionen auslösen könnten.
Neben einheimischen Arten wie Eichen, Ahornen und Linden sind im Park 20 exotische Zierbaum-Arten vertreten, die seit dem 18. Jahrhundert nach Europa eingeführt wurden. Eine Untersuchung des Baumbestandes konnte 2014 nachweisen, dass ein großer Teil der Bäume aus den 1860er Jahren stammt. Als der Park angelegt wurde, waren exotische Pflanzen in den Villen- und Stadtgärten Europas gerade in Mode gekommen. Im Garten der Heppenheimer Klinik bereicherten sie den Bestand heimischer Baumarten. Die exotischen Bäume pflanzte man vorwiegend in der Nähe der Patientenhäuser, so dass auch die bettlägerigen und isolierten Insassen sie beim Blick durch die Fenster sehen konnten.
Das milde Klima und die nährstoffreichen Böden an der Bergstraße bewirkten, dass die Bäume des Arboretums Höhen und Kronendurchmesser aufweisen, die sie an anderen Orten in Deutschland für gewöhnlich nicht erreichen. Eine Gruppe von bis zu 20 Meter hohen Lebensbäumen auf dem Rondell vor dem zentralen Verwaltungsgebäude der ehemaligen Klinik ist eigens als Naturdenkmal geschützt. Von besonderem Interesse sind:
| Art                | Herkunft                | Kronendurchmesser (2014) |
| ------------------ | ----------------------- | ------------------------ |
| Amberbaum          | Nord- und Mittelamerika | 5 m                      |
| Atlas-Zeder        | Maghreb                 | 20 m                     |
| Blauglockenbaum    | China                   | 14 m                     |
| Esskastanie        | Mittelmeerraum          | 16 m                     |
| Ginkgo             | Ostasien                | 18 m                     |
| Götterbaum         | Ostasien                | 14 m                     |
| Pagoden-Hartriegel | Süd- und Ostasien       | Neupflanzung             |
| Seidenbaum         | Zentral- und Ostasien   | Neupflanzung             |
| Taschentuchbaum    | China                   | Neupflanzung             |
| Trompetenbaum      | Vereinigte Staaten      | 18 m                     |
| Tulpenbaum         | Vereinigte Staaten      | 10 m                     |

## Galerie

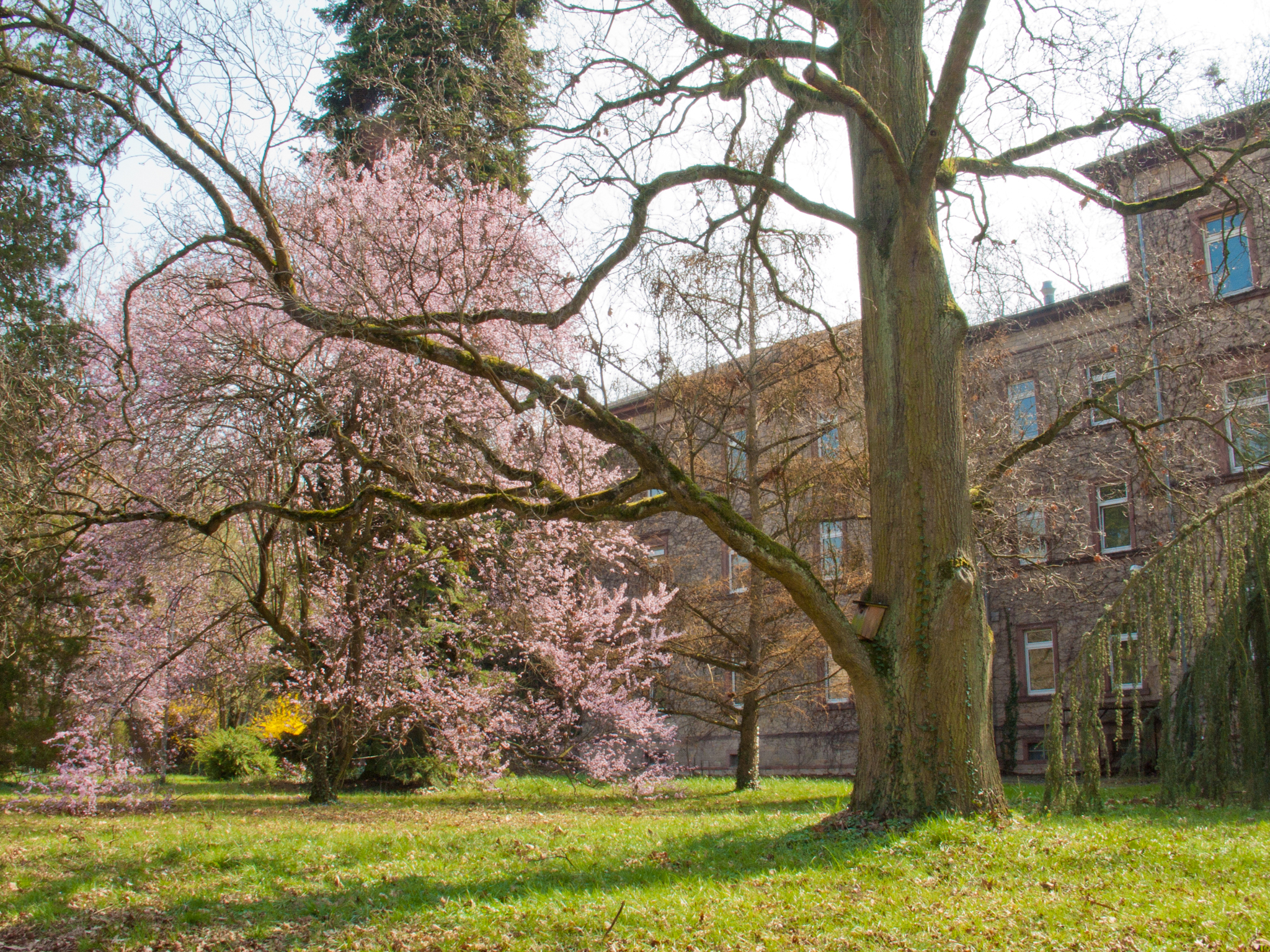
Blick in den Südwestteil des Arboretums
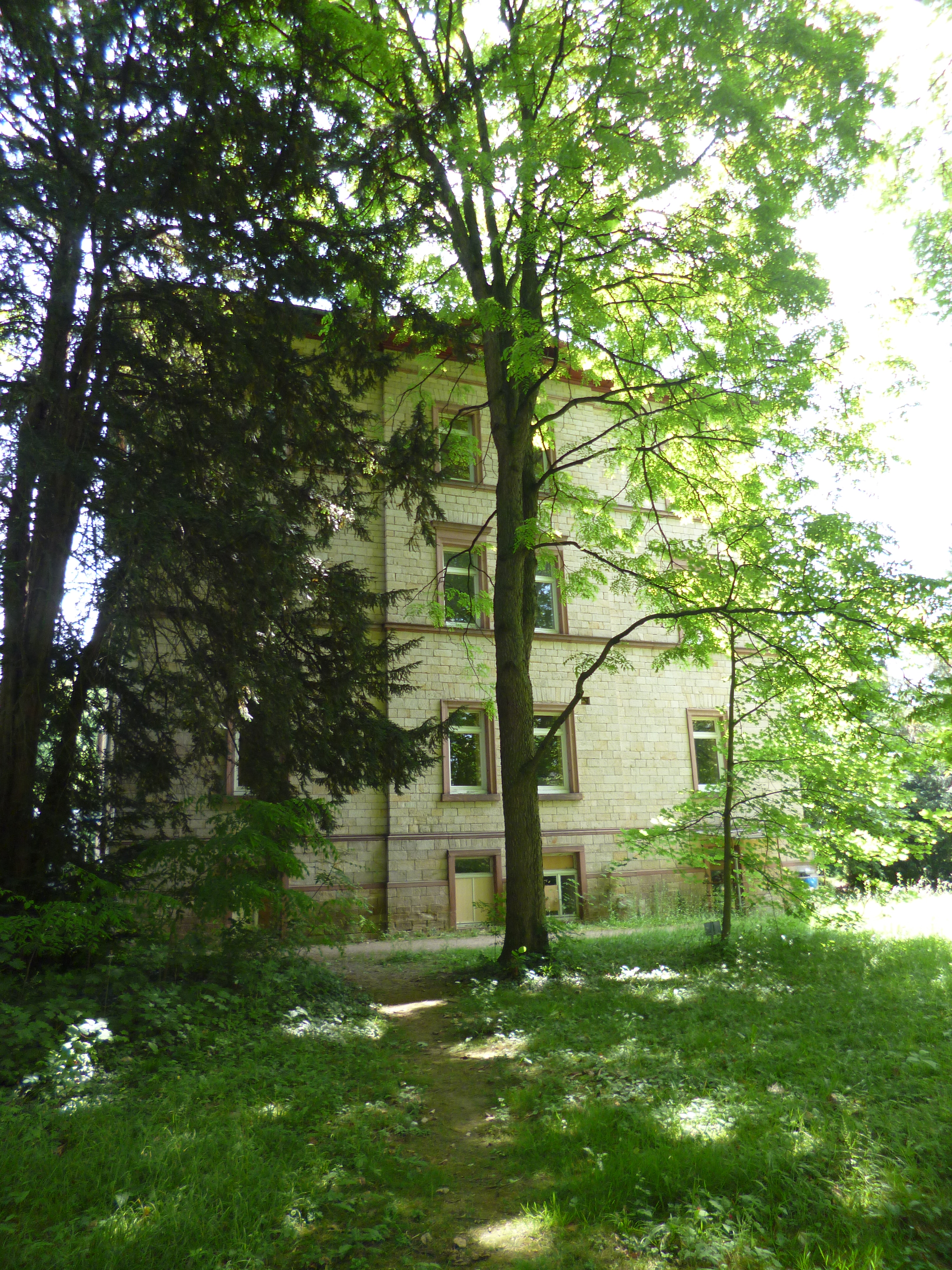
Götterbaum
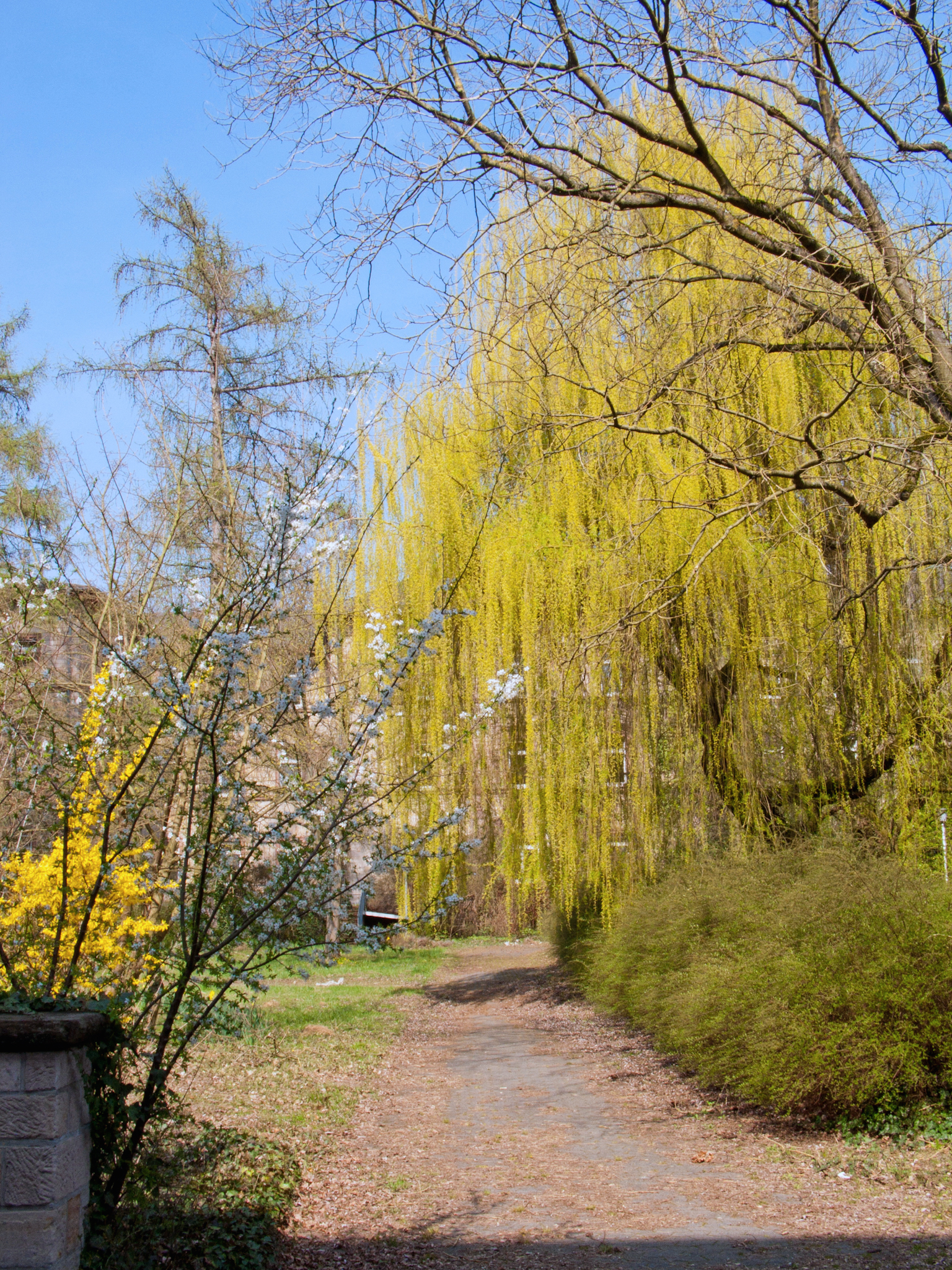
Parkweg mit Trauerweide
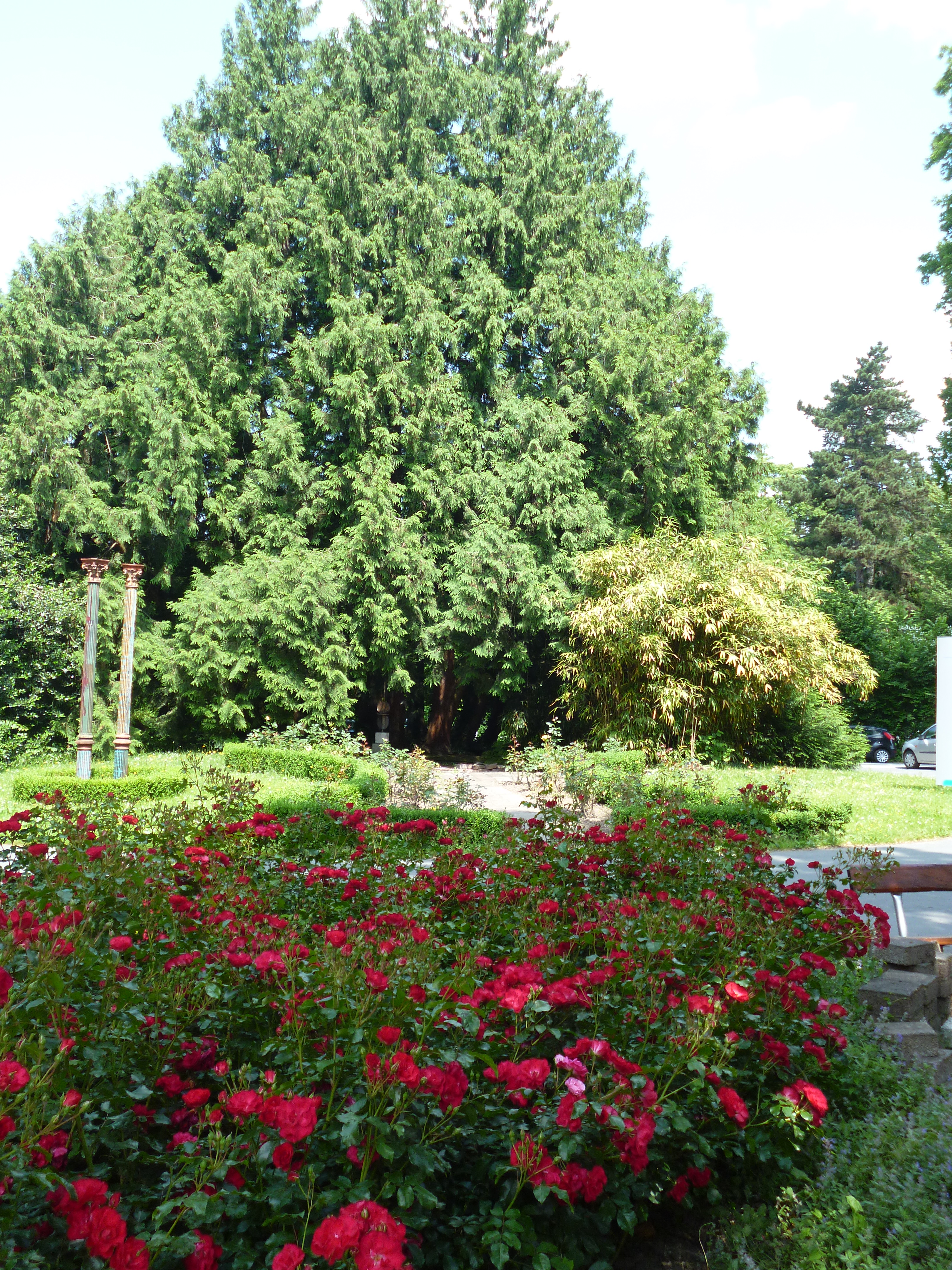
Lebensbäume
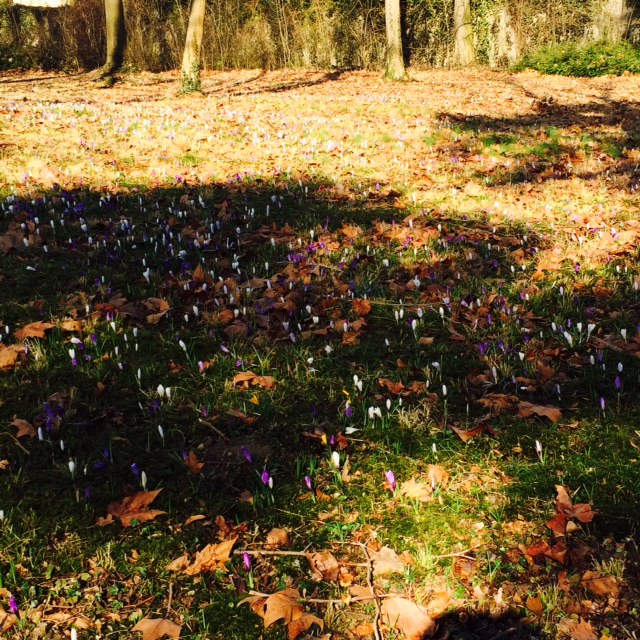
Frühlings-Krokusse im März
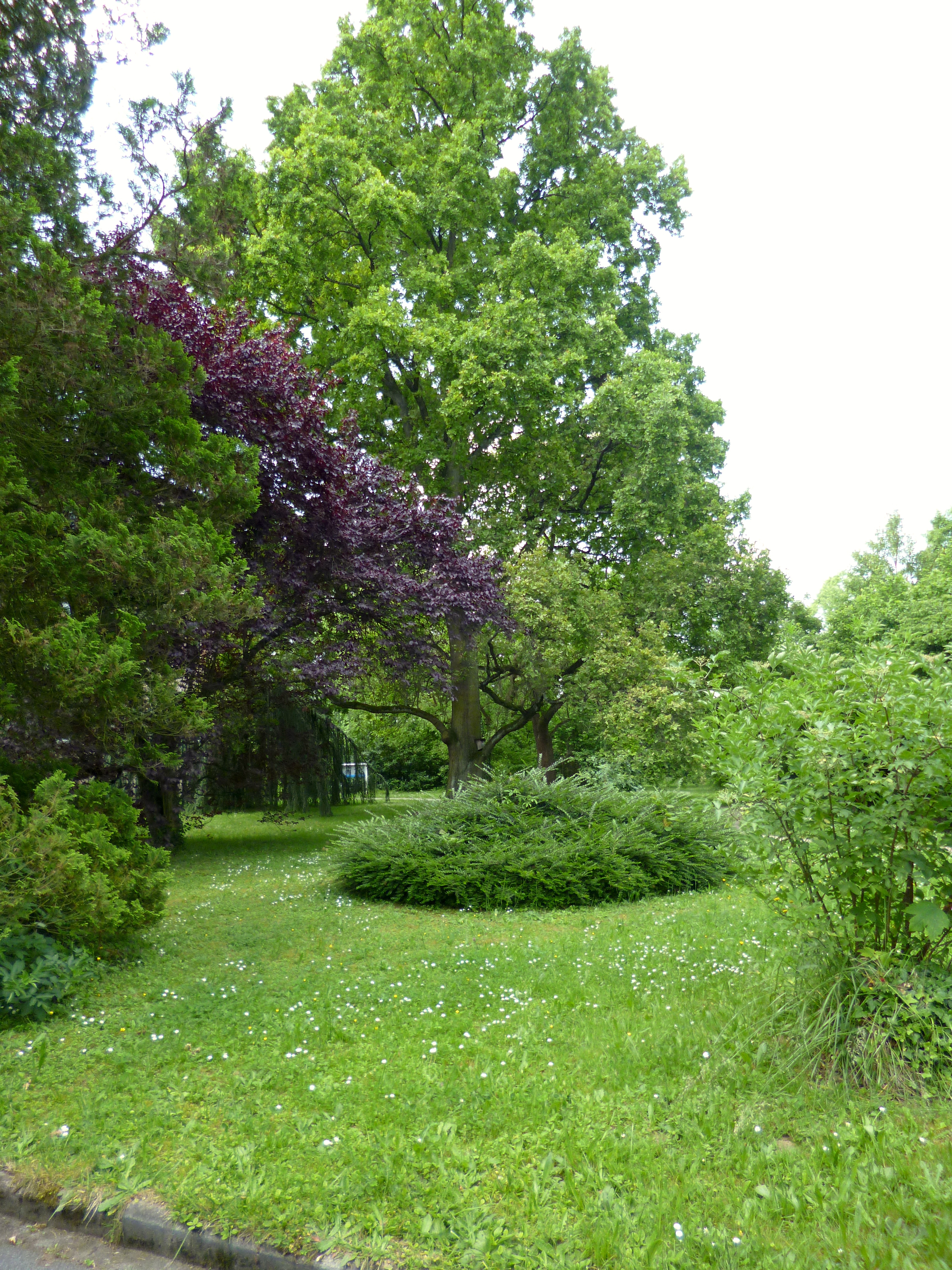
Ess-Kastanie
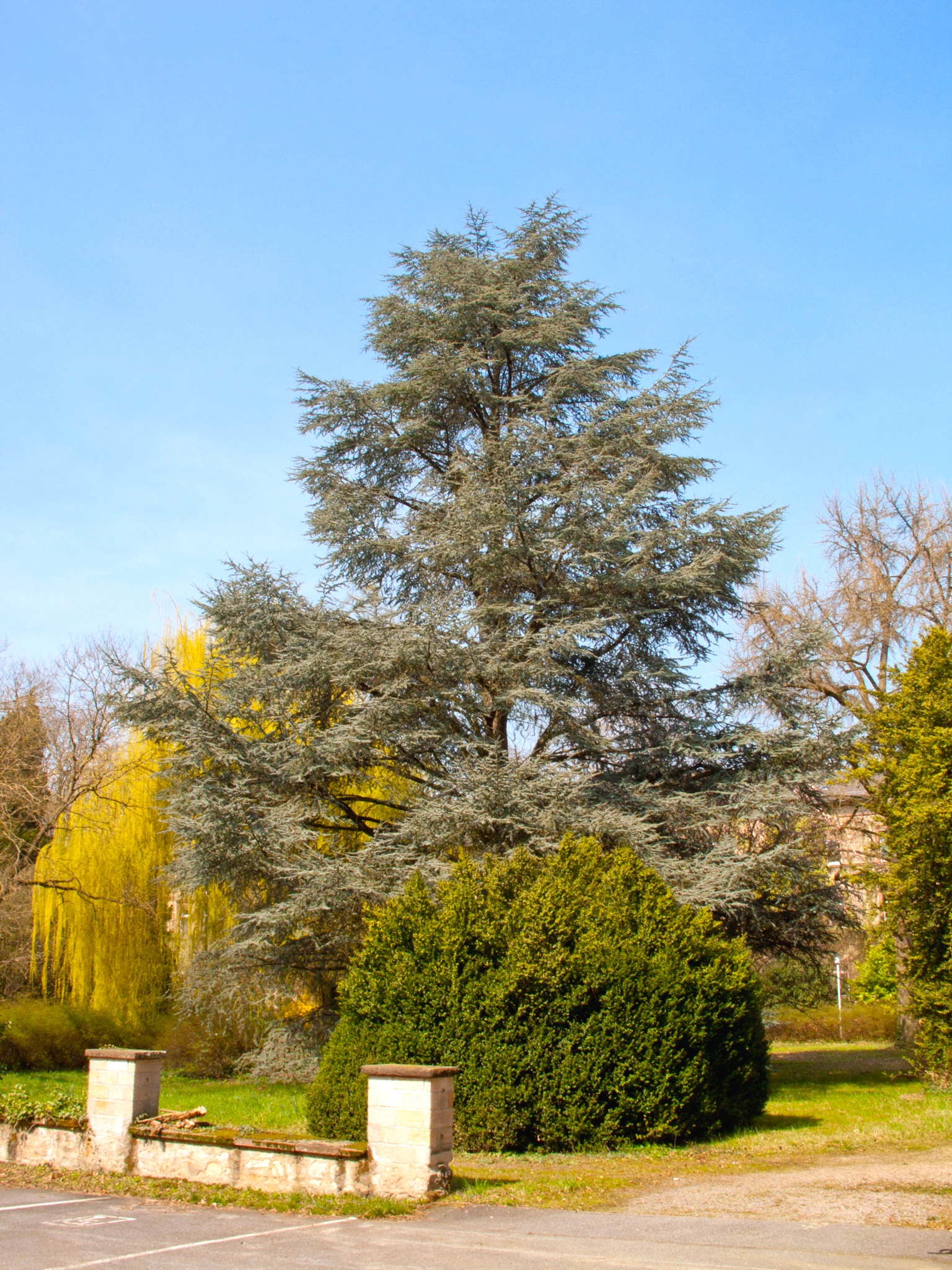
Atlas-Zeder
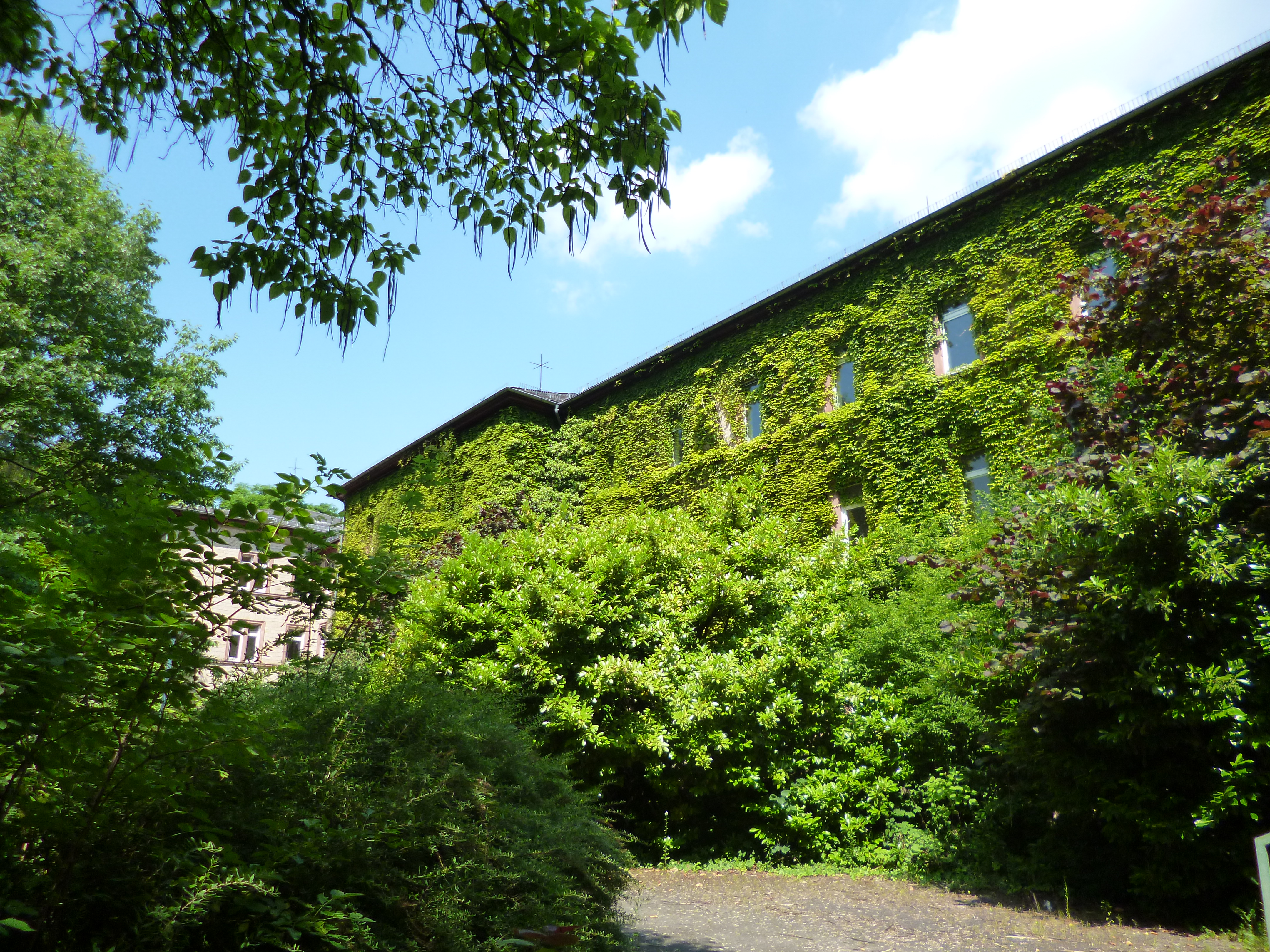
Nordwestteil des Arboretums